# 對你的淚水如此愛戀
对你的泪水如此爱恋是夏色的第一张单曲。2012年8月29日由GIZA studio／D-GO发售。

## 概要
森川七月率领的音乐团体的出道单曲，以及D-GO发售的第一张单曲，为ytv制作・日本电视台系《名侦探柯南》片头曲。初回盘作为名侦探柯南盘，制作成为TV版本，同时主要角色的毛利兰在海岸用手指描画歌手名和主题曲。在由D-GO发售的作品中，此曲是第一次进入公信榜周间排位100位之内。

## 收录曲

### 名侦探柯南盘
全曲　作曲：大野愛果　編曲：叶山武
1. 君の涙にこんなに恋してる
作詞：奥野夏夕
2. 思い出は…
作詞：山崎好詩未
3. 君の涙にこんなに恋してる（TV Side Ver.）[1][3]
4. 君の涙にこんなに恋してる（instrumental）
5. 思い出は…（instrumental）

### 通常盘
1. 君の涙にこんなに恋してる
2. 思い出は…
3. 君の涙にこんなに恋してる（instrumental）
4. 思い出は…（instrumental）